# Jennie Reed
Jennie Reed (Kirkland, 20 aprile 1978) è un'ex pistard statunitense.

## Palmarès

### Giochi olimpici
- Ciclismo ai Giochi della XXX Olimpiade
  -  Medaglia d'argento nell'inseguimento a squadre femminile

### Campionati del mondo
- Campionati del mondo di ciclismo su pista 2004
  -  Medaglia di bronzo nel keirin femminile
- Campionati del mondo di ciclismo su pista 2008
  -  Medaglia d'oro nel keirin femminile
  -  Medaglia di bronzo nell'inseguimento a squadre femminile
- Campionati del mondo di ciclismo su pista 2011
  -  Medaglia d'argento nell'inseguimento a squadre femminile

### Giochi panamericani
- Giochi panamericani 1999
  -  Medaglia d'argento nella velocità femminile